# Copestylum exeugenia
Copestylum exeugenia är en tvåvingeart som först beskrevs av Charles Howard Curran 1953.  Copestylum exeugenia ingår i släktet Copestylum och familjen blomflugor.
Artens utbredningsområde är Jamaica. Inga underarter finns listade i Catalogue of Life.